# Abutilon grandifolium
Abutilon grandifolium là một loài thực vật có hoa trong họ Cẩm quỳ. Loài này được (Willd.) Sweet mô tả khoa học đầu tiên năm 1826.